# Joan Lloveras i Calvet
Joan Lloveras i Calvet (Vilanova i la Geltrú, 2 d'agost de 1955) és un ex atleta català especialitzat en curses de tanques.
Pel que fa a clubs, va defensar els colors del PPCD Vilanova. Fou campió d'Espanya de 110 metres tanques en quatre ocasions entre 1974 i 1977, i una més de Catalunya l'any 1974, prova en la que va batre els rècords d'Espanya i Catalunya en diverses ocasions. També fou campió d'Espanya en 60 metres tanques en pista coberta i recordman espanyol (1978). Participà en els Campionats d'Europa de 1974 i 1978, fou medalla de bronze als Jocs del Mediterrani de 1975 i semifinalista en 400 metres tanques en els Jocs Olímpics de Moscou de 1980. El seu germà Carles Lloveras i Calvet també fou atleta.

## Palmarès
Jocs del Mediterrani
- Medalla de bronze: 1975

Campió de Catalunya
- 110 m tanques: 1974

Campió d'Espanya
- 110 m tanques: 1974, 1975, 1976, 1977